# Джульяно-ін-Кампанія
Джульяно-ін-Кампанія (італ. Giugliano in Campania, сиц. Giuglianu di Campania) — місто та муніципалітет в Італії, у регіоні Кампанія,  метрополійне місто Неаполь.
Джульяно-ін-Кампанія розташоване на відстані близько 180 км на південний схід від Рима, 12 км на північ від Неаполя.
Населення — 121 201 особа (2014).
Щорічний фестиваль відбувається 27 січня. Покровитель — San Giuliano.

## Демографія
Населення за роками:

Станом на 1 січня 2023 року в муніципалітеті офіційно проживало 6196 іноземців з 98 країн, серед них 1035 громадян країн Євросоюзу та 1064 громадяни України.

## Сусідні муніципалітети
- Аверса
- Казапезенна
- Кастель-Вольтурно
- Лушіано
- Меліто-ді-Наполі
- Муньяно-ді-Наполі
- Парете
- Поццуолі
- Куаліано
- Куарто
- Сан-Чипріано-д'Аверса
- Сант'Антімо
- Трентола-Дучента
- Вілла-Літерно
- Вілларикка